# Olivia Vieweg
Pour les articles homonymes, voir Vieweg.
Olivia Vieweg, née le 3 octobre 1987 à Iéna, en Allemagne, est une scénariste et dessinatrice de bande dessinée allemande.

## Biographie
Olivia Vieweg est née à Iéna, en Allemagne, le 3 octobre 1987. Sa passion pour les bandes dessinées commence grâce aux collections des Lustige Taschenbücher, c'est-à-dire les bandes dessinées Walt Disney. Durant son enfance, elle est marquée par la série Sailor Moon et ses premières bandes dessinées courtes ont été fortement influencées par les mangas. Enfant, elle crée des affiches pour l'orchestre philharmonique de Iéna, qui ont été publiées. Pendant ses cours à l'école de Iéna, elle dessine beaucoup, surtout des chats.
Elle poursuit ce thème dans une série de bandes dessinées publiées par la maison d'édition Carlsen en parallèle de ses études de communication visuelle à l'université Bauhaus de Weimar,.
Entre 2009 et 2010 a lieu sa première exposition, en collaboration avec Katja Klengel, au musée municipal de Gera. En 2011, elle termine ses études avec pour mémoire d'études sa bande dessinée zombie Endzeit. Elle travaille ensuite comme illustratrice de la série de livres pour enfants Vampirinternat Schloss Schauerfels et comme coloriste de la série de bandes dessinées Silberpfeil. Elle travaille également dans le milieu de la publicité.
En 2013, elle adapte en bande dessinée le classique de la littérature de Mark Twain, Les Aventures de Huckleberry Finn. Un an plus tard, elle scénarise et dessine Le Retour d'Antoinette, une bande dessinée dans laquelle elle raconte l'histoire d'une jeune fille qui retourne dans sa ville natale pour se venger de ceux qui l'ont harcelée. En 2014, elle est admise à l'atelier de formation de scénaristes de Munich où elle réalise une nouvelle version de sa bande dessinée Endzeit avec un scénario pour le cinéma. Elle a également repris le 6 juillet 2014 le poste devenu vacant à la suite du départ d'Arne Bellstorf de la bande dessinée au dos du supplément dominical du Tagesspiegel toutes les quatre semaines en alternance avec Flix, Mawil et Tim Dinter. En 2018 sort Fin du monde, le film adapté de sa bande dessinée éponyme.

## Œuvre

### Bandes dessinées indépendantes
- (de) Endzeit, Carlsen, 2012  (ISBN 978-3-934167-61-2)
- Huck Finn, Glénat, 2016 ((de) Huck Finn, Suhrkamp Verlag, 2013)  (ISBN 978-2-344014-07-3)
- Le Retour d'Antoinette, EP Média, 2015 ((de) Antoinette kehrt zurück, Egmont, 2014)  (ISBN 978-2-889320-33-2)
- (de) Hingeschlunzt, Schwarzer Turm, 2014  (ISBN 978-3-934167-70-4)
- (de) Schwere See, mein Herz, Suhrkamp Verlag, 2015  (ISBN 978-3-518-46599-8)

### SérieDicke Katze
- (de) Warum Katzen besser sind als Männer, Carlsen, 2009  (ISBN 978-3-551-68464-6)
- (de) Warum Katzen die glücklicheren Menschen sind, Carlsen, 2010  (ISBN 978-3-551-68465-3)
- (de) Warum Katzen keine Diäten machen, Carlsen, 2011  (ISBN 978-3-551-68255-0)

### Série Bibi & Miyu
Série de mangas qu'elle a scénarisée, avec des illustrations de Hirata Natsume. Cette série se passe dans l'univers de Bibi Blocksberg (en français Bibi, nom d'une sorcière).
- (de) Bibi & Miyu 1, Tokyopop, 2019  (ISBN 978-3-8420-4889-8)
- (de) Bibi & Miyu 2, Tokyopop, 2020  (ISBN 978-3-8420-5882-8)
- (de) Bibi & Miyu 3, Tokyopop, 2022, n'est pas encore paru

### Romans illustrés
- (de) Bin ich blöd, oder was?: Klassenfahrt des Grauens, Egmont Schneiderbuch, 2014  (ISBN 978-3505134876)

### Comme illustratrice
- (de) Antigone, scénario d'Isabel Kreitz, Carlsen, coll. « Die Unheimlichen », 2019  (ISBN 978-3551713520)
- (de) Die Philosophie in Star Trek, avec Klaus Vieweg, Cross Cult, 2016
- (de) Geek Girls forever!, Theresa Behle, Carsen, 2021  (ISBN 978-3-8303-6376-7)
- (de) Die Literatur in Star Trek, avec Klaus Vieweg, Cross Cult, 2021

## Prix et distinctions
- 2010 : prix spécial du jury de l'ICOM Independent Comic Preis[9]
- 2014/2015 : Tankred Dorst Preis pour le script d'Endzeit[10]
- 2018 : Rudolph-Dirks-Award, catégorie de la meilleure publication dans le genre Horreur/Gore pour Endzeit[11]
- 2018 : Rudolph-Dirks-Award du meilleur scénariste allemand pour Endzeit[12]

## Adaptations
Sa bande dessinée Endzeit a été adaptée par Carolina Hellsgård au cinéma en 2018, sous le même titre Fin du monde (Endzeit).